# Balice
Balice [baˈlʲiʦɛ] ist ein Dorf und Sołectwo (Schulzenamt) der Gmina Zabierzów im Powiat Krakowski in der Woiwodschaft Kleinpolen, Polen.
Bekannt ist das Dorf durch den dort angesiedelten internationale Flughafen Johannes Paul II. Krakau-Balice, welcher zivil und militärisch genutzter Flughafen von Krakau ist.

## Geographie
Es liegt an der nördlichen Hangseite des Brama Krakowska. Die Entfernung zum Zentrum von Krakau beträgt etwa 15 km. Balice liegt teilweise im Landschaftsschutzgebiet des Tenczyński Park Krajobrazowy, einem ausgedehnten Waldgebiet. Sehenswert sind die unter Naturschutz stehenden Jura-Felswände am Fluss Rudawa.
Vom etwa 300 m n.p.m. hohen Hausberg Góra Wał bietet sich ein Ausblick auf die rund 100 m tiefer liegende Stadt Krakau. Bei klarer Sicht, meist im Frühling, ist das Vorgebirge Beskiden und die Hohe Tatra sichtbar.
An der A4 befindet sich die Mautstation Balice.

## Geschichte
Der Ort wurde im Jahr 1229 in der päpstlichen Bulle von Gregor IX. für die Abtei Tyniec bei Krakau als Balici erstmals urkundlich erwähnt. Der Name ist patronymisch abgeleitet vom christlichen Personennamen Bal (≤Balthasar) mit dem typischen westslawischen Suffix -(ow)ice.
Das Dorf gehörte oft zu reichen Krakauer Familien: Boner (ab 1515 residierte dort Severin Boner), Firlej, Szembek. Im Jahr 1520 gründete Seweryn Borek, ein Verwandter von Fryderyk Schyling, in Balice eine Papierfabrik. Im Jahr 1600 existierte dort eine reformierte Gemeinde.
Bei der dritten Teilung Polens wurde Balice 1795 Teil des habsburgischen Kaiserreichs. In den Jahren 1815–1846 gehörte das Dorf zur Republik Krakau, 1846 wurde es als Teil des Großherzogtums Krakau wieder in die Länder des Kaisertums Österreich annektiert. Ab dem Jahr 1855 gehörte Balice zum Bezirk Krakau.
1918, nach dem Ende des Ersten Weltkriegs und dem Zusammenbruch der k.u.k. Monarchie, wurde Balice Teil Polens. Unterbrochen wurde dies nur durch die Besetzung Polens durch die Wehrmacht im Zweiten Weltkrieg. Es gehörte dann zum Distrikt Krakau im Generalgouvernement.
Zwischen 1954 und 1968 war der Ort Verwaltungssitz der gleichnamigen Gromada Balice. Von 1975 bis 1998 gehörte Balice zur Woiwodschaft Krakau.

## Sehenswürdigkeiten

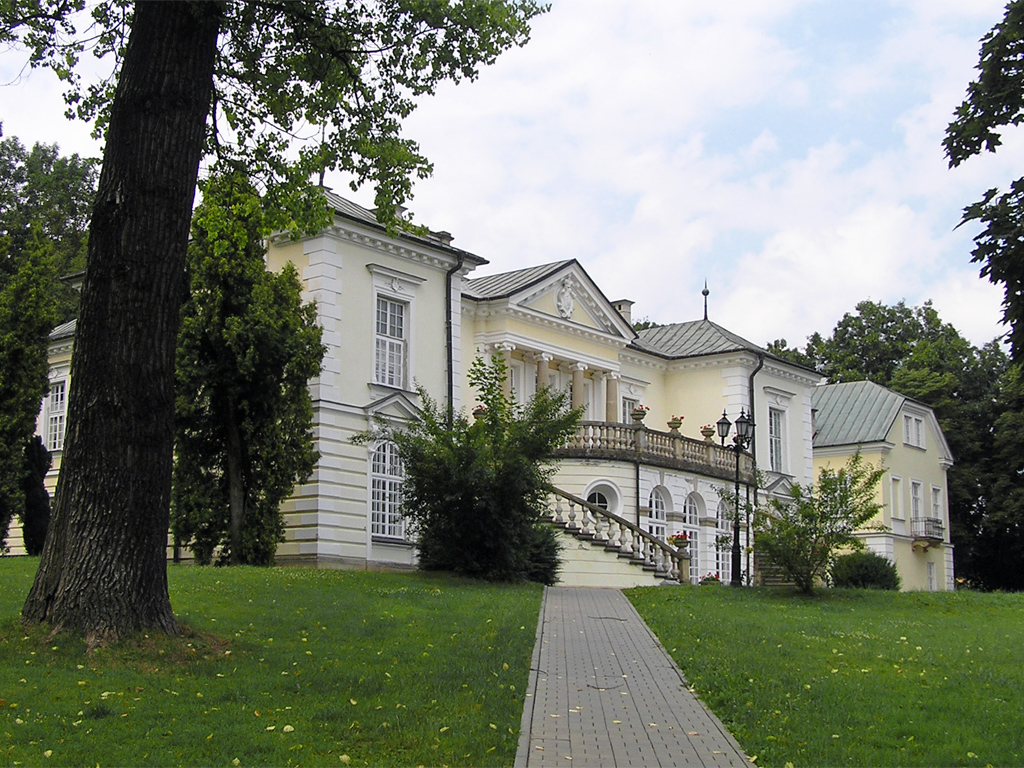
Palast in Balice

- Palast aus dem neunzehnten Jahrhundert, die Anfänge des Baues reichen bis in das fünfzehnte Jahrhundert zurück.